# Вазген I
Вазген I (вірм. Վազգէն Ա, рум. Vazken Balgian, в миру Левон Абрамович Палчян, 20 вересня [3 жовтня] 1908 — 18 серпня 1994) — Верховний Патріарх і Католікос усіх вірмен, першоієрарх Вірменської Апостольської Церкви (1955—1994).

## Біографія
Народився 20 вересня (3 жовтня) 1908 року в Бухаресті в родині шевця і шкільної вчительки. Навчався в вірменської школі Одеси, куди під час Першої світової війни евакуювалися його батьки; потім — в бухарестському ліцеї Місакян-Кесімян, а в 1924—1926 роках — в Бухарестському вищому торговому училищі. У 1929—1943 рр. викладав в вірменських школах Бухареста.
У 1936 році закінчив факультет літератури і філософії Бухарестського університету, захистивши дипломну роботу на тему «Питання дисципліни в педагогіці». Відвідував семінари Педагогічного інституту імені Тита Майореску, і в 1937 році успішно закінчив його. З червня 1937 по травень 1938 рр. видавав і редагував культурно-соціологічний науково-публіцистичний журнал «Ерк» («Праця»).
У 1937—1942 рр. Палчян, заглибившись в релігійні питання, ближче познайомився з Вірменською Церквою, її історією, сповіданнями, правом, традиціями, встановив особистий контакт з головою Румунської єпархії — архієпископом Усиком Зограпяном, що і привело його до пастирського служіння.
У роки Другої світової війни брав участь в діяльності Комітету допомоги вірменським військовополоненим. У 1942 році в Афінах (в той час перебували під німецькою військовою адміністрацією) предстоятелем Грецької єпархії ВАЦ архієпископом Карапетом (Мазлумяном) Палчян був висвячений на священика. У 1943—1944 роках навчався на богословському факультеті Бухарестського університету.
У 1943 році отримав ступінь вардапета і ім'я Вазген, був призначений місцеблюстителем, а в 1947 році — предстоятелем Румунської єпархії ВАЦ.
29 травня 1948 року в Ечміадзині Католикосом Геворгом VI йому дана була ступінь верховного вардапета. 20 травня 1951 року в Ечміадзині був висвячений в єпископи. У 1952 році обраний до Румунського Комітету захисту миру. З 1954 року — член Верховної духовної ради Ечміадзіна. У грудні 1954 року отримав в управління також і Болгарську єпархію ВАЦ.
30 вересня 1955 року таємним голосуванням був обраний Верховним Патріархом і Католикосом усіх вірмен; 2 жовтня того ж року відбулася його інтронізація.
У 1950-1960-х Вазген I об'їздив всі вірменські колонії світу. Завдяки його зусиллям була сформована основна частина зарубіжних єпархій Вірменської Апостольської Церкви (1966).
Помер Вазген I 18 серпня 1994 року в Ечміадзині. Похорон відбувся 28 серпня в Ечміадзині.

## Вшанування пам'яті

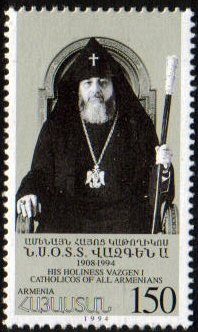
Поштова марка Вірменії, 1994 рік

На честь Вазгена I семінарія на  Севананському півострові названа «Вазгенян».
У 2008 році в Центральному парку Ечміадзіну було встановлено пам'ятник Католикосу усіх вірмен Вазгену Першому.
У місті Ечміадзін одна з центральних вулиць названа ім'ям Вазгена I.
У місті Ванадзор школа № 1 носить ім'я Вазгена Першого.